# Rick van Breda
Rick van Breda (né le 16 février 1990 à Le Helder) est un coureur cycliste néerlandais.

## Biographie
Rick van Breda évolue au niveau continental entre 2014 et 2021. Sur route, il réalise sa meilleure performance en 2018 avec une troisième place sur la Slag om Norg, course UCI de classe 1. 
En 2019, il termine troisième du premier championnat d'Europe de beach race en VTT. Deux ans plus tard, il obtient la médaille d'argent dans cette même épreuve. Il remporte également un titre de champion national en 2022. 

## Palmarès sur route

### Par année
- 2018
  - Omloop van de Braakman
  - 3e du Midden-Brabant Poort Omloop
  - 3e de la Slag om Norg

### Classements mondiaux
| Année                                 | 2014 | 2015 | 2016  | 2017 | 2018 | 2019  |
| ------------------------------------- | ---- | ---- | ----- | ---- | ---- | ----- |
| Classement mondial                    |      |      | 2157e | nc   | 796e | 2893e |
| UCI Europe Tour                       | nc   | nc   | 1429e | nc   | 477e | 1791e |
| UCI Asia Tour                         | 370e | 248e | nc    | nc   | nc   |       |
|                                       |      |      |       |      |      |       |
| Légende : nc = non classéSource : UCI |      |      |       |      |      |       |

## Palmarès en VTT
- 2019
  -  Médaillé de bronze du championnat d'Europe de beachrace
- 2020
  - 2e du championnat des Pays-Bas de beachrace
- 2021
  -  Médaillé d'argent du championnat d'Europe de beachrace
- 2022
  -  Champion des Pays-Bas de beachrace
- 2024
  -  Champion des Pays-Bas de beachrace